# Municipio de Fayetteville (Arkansas)
El municipio de Fayetteville (en inglés: Fayetteville Township) es un municipio ubicado en el condado de Washington en el estado estadounidense de Arkansas. En el año 2010 tenía una población de 73580 habitantes y una densidad poblacional de 514,23 personas por km².

## Geografía
El municipio de Fayetteville se encuentra ubicado en las coordenadas 36°4′18″N 94°10′00″O / 36.07167, -94.16667. Según la Oficina del Censo de los Estados Unidos, el municipio tiene una superficie total de 143.09 km², de la cual 139.47 km² corresponden a tierra firme y (2.53%) 3.62 km² es agua.

## Demografía
Según el censo de 2010, había 73580 personas residiendo en el municipio de Fayetteville. La densidad de población era de 514,23 hab./km². De los 73580 habitantes, el municipio de Fayetteville estaba compuesto por el 83.8% blancos, el 5.95% eran afroamericanos, el 1.07% eran amerindios, el 3.08% eran asiáticos, el 0.23% eran isleños del Pacífico, el 2.79% eran de otras razas y el 3.07% pertenecían a dos o más razas. Del total de la población el 6.42% eran hispanos o latinos de cualquier raza.